# Тверский, Арн
Арн Тверский (идиш אהרן טווערסקי‎; 1898, Лоев, Речицкий уезд, Минская губерния — после 1949, Нью-Йорк) — еврейский писатель и журналист, общественный деятель. Писал на идише.

## Биография
Родился в религиозной семье — его отец, лоевский раввин Брохл-Бенцион Тверский, был прямым потомком в пятом поколении чернобыльского магида Менахема-Нухима Тверского. Брат — поэт Авром-Лейзер Тверский. В 1903 году отец получил назначение в Умань, где в 1905 году семья пережила еврейский погром. Придерживался взглядов социалистического сионизма, принимал участие в молодёжном движении Цеирей Цион на Украине. Учился в ешивах, в 1915 году вместе с братом оставил родителей и уехал в Одессу, где учился в Одесском политехническом институте.
В 1920 году нелегально перебрался через Днестр в ставшую румынской Бессарабию, некоторое время провёл в заключении в Бельцах. После осбовождения поселился в Кишинёве, где начал сотрудничать в кишинёвской рабочей газете «Эрд ун арбет» (земля и работа). Был избран генеральным секретарём Общества помощи еврейским беженцам в Румынии (Бухарест). В середине 1920-х годов продолжил прерванное высшее образование в коммерческой академии в Вене (Wiener Handels-Akademie). Окончил Пражский университет по специальности инженера-химика. С 1930 года жил в Париже, был членом технического совета Центрального комитета европейского ОРТ (Общества распространения труда). Некоторое время работал инженером, затем организовал небольшую фабрику.
После оккупации Парижа принимал участие в движении Сопротивления, был арестован и депортирован в пересылочный лагерь Дранси, откуда в Освенцим, пережил несколько концентрационных лагерей (Флоссенбюрг, Плашов). Его жена и ребёнок также были депортированы. 29 апреля 1945 года был освобождён американской армией из Дахау.
С 1946 года жил в США, где занимался литературным трудом, сотрудничал в нью-йоркской ежедневной газете «Тог» (день). Автор книги «איך בין דער קרבן און דער עדות» (их бин дер корбн ун дер эйдес — я жертва и свидетель, Нью-Йорк: Shulsinger, 1947. — 341 с.) с предисловием Г. Лейвика.